# Пелагије Галвани
Пелагије Галвани (око 1165 - 30. јануар 1230) је био папски легат и духовни вођа Петог крсташког похода.

## Биографија
У Свету Земљу је стигао у време опсаде Дамијете. Заједно са Жаком од Витрија и Фрањом Асишким, био је поборник мирног преобраћања муслимана у хришћанску веру. Ипак, ни Пелагије ни Жак Витри нису били спремни да се одрекну мача.
Пелагије је одбио понуду египатског султана ел Камила да се крсташи повучу из Египта, а да за узврат добију Палестину, Галилеју и Јерусалим без борбе. Разлог је био то што су хришћани Петог похода хтели да се врате вредностима Првог похода што би значило и непреговарање са муслиманима. Убрзо крсташи покрећу поход на Каиро. Поход се завршио неуспехом јер су превидели пораст водостаја Нила и нашли се одсечени од путева морем блата. Камил им је сада понудио слободан пролаз до Средоземног мора одакле ће се вратити у Европу. Тако је завршен Пети крсташки рат. Умро је и спаљен у Монтеказину 1230. године.